# Pyeonghwanamsan-dong
Pyeonghwanamsan-dong (koreanska: 평화남산동) är en stadsdel i staden Gimcheon i provinsen Norra Gyeongsang i den centrala delen av Sydkorea, 190 km sydost om huvudstaden Seoul.